# Gobio sibiricus
Gobio sibiricus är en fiskart som beskrevs av Nikolskii, 1936. Gobio sibiricus ingår i släktet Gobio och familjen karpfiskar. Inga underarter finns listade i Catalogue of Life.